# José Cala y Moya

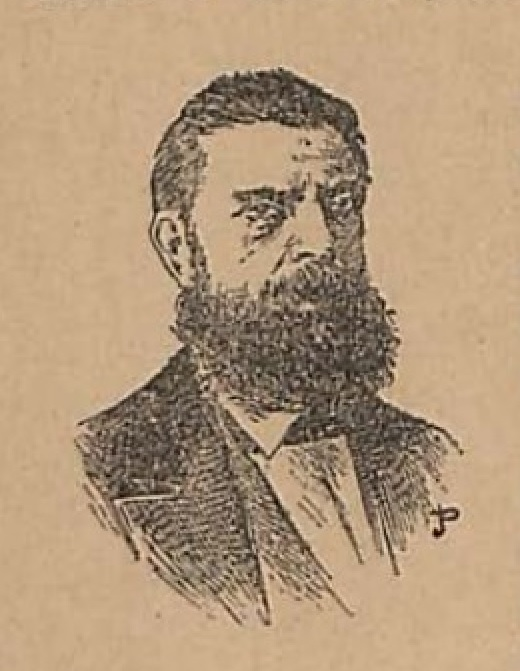
Retrato de José Cala y Moya

José de Cala y Moya fue un pintor español del siglo XIX

## Biografía
Nacido en Jerez de la Frontera en 1850, fue discípulo en un principio de la Escuela de Sevilla y más tarde de la Escuela Superior de Madrid. En 1874 concurrió con muchos de sus trabajos a la Exposición abierta en la antigua Platería de Martínez; en el mismo año fue premiado por un dibujo suyo en el certamen abierto por el periódico La Ilustración. En la Exposición nacional de 1876 presentó dos tipos de toreros, dos paisajes de Torrelodones y un cuadro de composición La vuelta al hogar. A la Exposición de Cádiz de 1879 llevó su cuadro Un baile en el interior de un harem, por el que fue premiado con medalla de oro. En el mismo año llevó al salón de París el retrato de una señora y otro de un anciano. En el salón de 1880 expuso su lienzo representando a Camilo Desmoulins arengando al pueblo en el palacio real. Más adelante realizó un retrato de Ángel Fernández de los Ríos.